# Seeve
Die Seeve ist ein 42 km langer, linker Nebenfluss der Elbe in Norddeutschland. Die Gemeinde Seevetal verdankt ihren Namen diesem Fluss.

## Name
Der Fluss wurde im Jahr 1202 als sevinam erstmals urkundlich genannt. Vermutlich steht der Name in Zusammenhang mit dem germanischen *sibi- „Sieb“ und wurde wahrscheinlich nach der
Eigenheit des Flusses zu sickern bzw. spärlich zu fließen benannt.

## Flusslauf
Die Seeve entspringt südöstlich des Undeloher Gehöfts Wehlen im Naturschutzgebiet „Lüneburger Heide“. Eine erste Staustufe findet sich in Holm, hier treibt der Fluss die Holmer Mühle an, sowie bis in die Siebzigerjahre ein Sägewerk. Weitere Orte auf ihrem Weg sind Lüllau, Jesteburg, Bendestorf, Ramelsloh. Bei der Horster Mühle in Horst treibt sie ein Mühlrad zur Stromgewinnung an. Weiter fließt sie an Lindhorst, Hittfeld, Karoxbostel und Glüsingen vorbei, wobei die Seeve hier die Gemarkungsgrenze zur Ortschaft Maschen ist. Ab der Unterführung westlich des Rangierbahnhofs Maschen fließt sie zum Teil kanalisiert als Seevekanal in Richtung Harburg zum Zweck der Lieferung von Kühlwasser an die Harburger Phoenix-Werke, aber zum Großteil weiter durch die Ortschaft Hörsten und das Naturschutzgebiet „Untere Seeveniederung“ mit seinem großen Schachblumenbestand und mündet zwischen Rosenweide (Gemeinde Stelle) und Over (Gemeinde Seevetal) am „Seevehaus“ durch das Seevesiel in die Elbe. Zwischen den Naturschutzgebieten „Lüneburger Heide“ und „Untere Seeveniederung“ ist die Seeve und ein Teil ihrer Niederung vollständig als gleichnamiges Naturschutzgebiet ausgewiesen.

## Hydrologie
Die Seeve wird auch häufig als der kälteste Fluss Norddeutschlands bezeichnet, wegen ihrer relativ konstanten Wassertemperatur von 6 bis 8 Grad Celsius.
Das Wasser der Seeve hat durchgehend die Güteklasse II (mäßig belastet). Lediglich der Ashauser Mühlenbach bringt kurz vor der Mündung Wasser der Güteklasse II–III (kritisch belastet).

## Befahrungsregeln
Wegen intensiver Nutzung der Seeve durch Freizeitsport und Kanuverleiher erließ der Landkreis Harburg 2002 eine Verordnung unter anderem für die Seeve, ihre Nebengewässer und der zugehörigen Uferbereiche, die den Lebensraum von Pflanzen und Tieren schützen soll. Seitdem ist das Befahren und Betreten der Seeve von der Quelle bis Jesteburg ganzjährig verboten und zwischen Jesteburg (100 m südlich der Eisenbahn-Viadukt-Brücke) und der Horster Mühle ausschließlich mit Kajaks und Booten mit maximal 1 m Breite und 5,50 m Länge, nur Tagsüber von 9 bis 18 Uhr und nur in Fließrichtung erlaubt. Ab der Horster Mühle ist die Befahrung ohne Beschränkungen allerdings ausschließlich mit Kajaks erlaubt.

## Seeve-Radweg
Der Seeveradweg ist fast genau einhundert Kilometer lang. Nennenswerte Steigungen gibt es nicht. Zum Teil sind nichtasphaltierte Feld- oder Sandwege zu benutzen. Die Gesamtstrecke ist in drei Teilabschnitte untergliedert (Ring 1 "Von der Quelle durch die Heide"; Ring 2 "Durch die Seeveaue"; Ring 3 "Zur Seevemündung an die Elbe").

## Nebenflüsse
Diagramm der größten Zuflüsse: